# 앨리스 브레이디
앨리스 브레이디(영어: Alice Brady, 1892년 11월 2일 ~ 1939년 10월 28일)는 미국의 배우이다.

## 영화
- 게이 디보시
- 1935년의 황금광들
- 쓰리 스마트 걸스
- 마이 맨 갓프리
- 오케스트라의 소녀
- 시카고 (1938년 영화)
- 링컨 (1939년 영화)